# 神田須田町地下鉄ストア

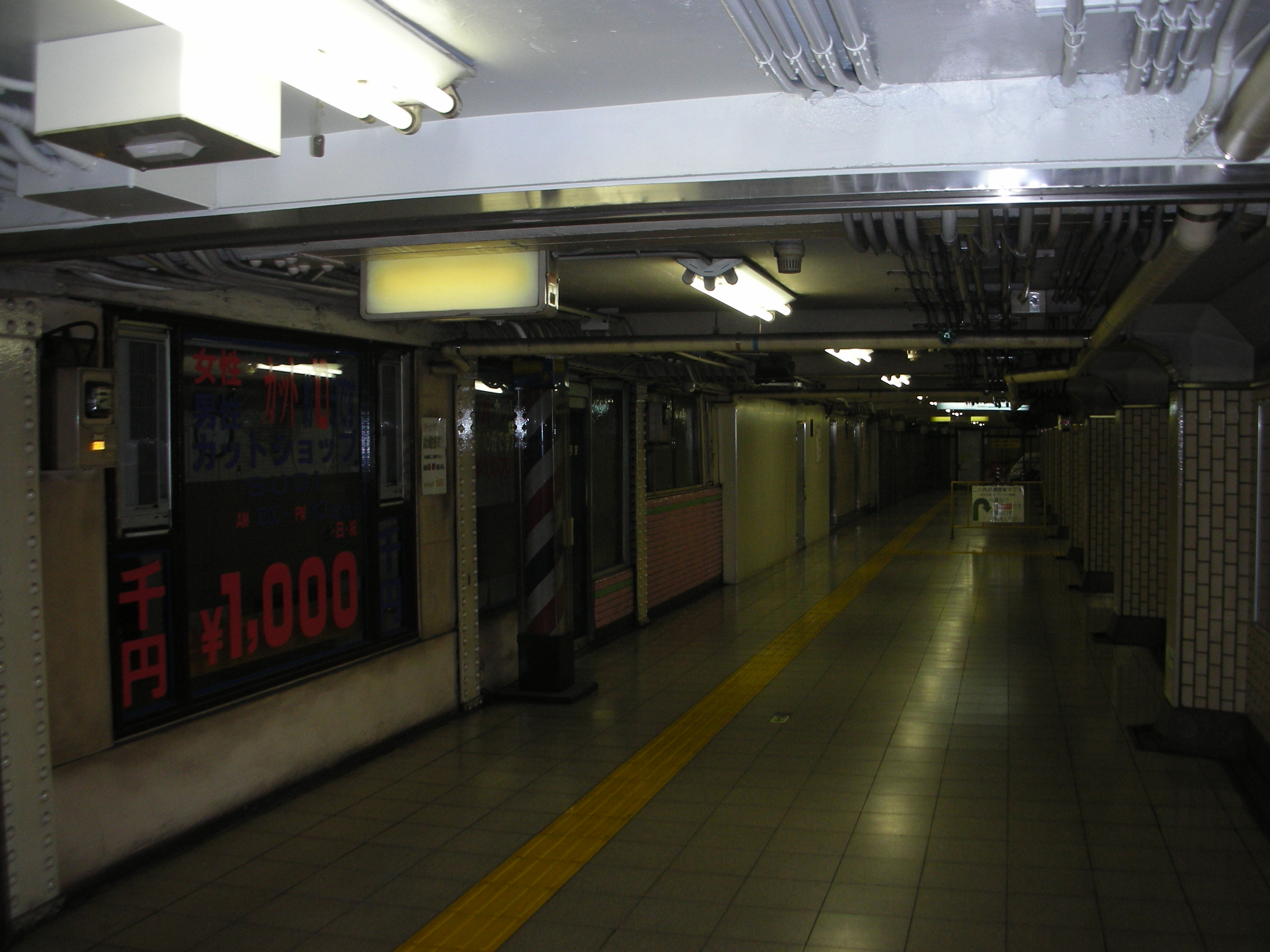
地下街の様子

神田須田町地下鉄ストア（かんだすだちょうちかてつストア）は、東京都千代田区にかつて存在した地下街。1931年（昭和6年）開業、2011年（平成23年）1月末に営業終了。東京メトロ銀座線の神田駅に直結していた。面積は144m2であった。

## 概要
元々は現在の銀座線を開業させた東京地下鉄道が、地下鉄以外の収入源確保を目的とする経営多角化の一環として1930年（昭和5年）4月1日に上野駅で開業させた「地下鉄ストア」の一店舗であった。別名「地下鉄広場」。今日で云う100円ショップの先駆けとして十銭均一で買い物出来た事から「十銭ストアー」とも呼ばれた。1960年代には、食堂、理髪店、靴店、画材店なども営業していた。
その後東京地下鉄道と東京高速鉄道の統合・帝都高速度交通営団への改組などに伴い「地下鉄ストア」自体は営業を終了したが、出店していたテナントについては引き続き営業が認められたため、一部の店舗が21世紀に入っても営業を継続していた。
2011年1月に残ったテナントが営業を終えて全て立ち退き、昭和から続いた歴史に幕を下ろした。今後跡地は駅事務室に改装される予定であるという。

## 脚註
1. ↑  “連載「路面電車がみつめた50年前のTOKYO」 「新宿でも渋谷でもない！　都電時代の55年前、最大のターミナルだった意外すぎる場所とは？」”.  AERA dot. (2019年6月15日). 2019年6月15日閲覧。
2. ↑  「日本最古、レトロな地下街がひっそり幕」『YOMIURI ONLINE』2011年2月8日。オリジナルの2011年2月11日時点におけるアーカイブ。2024年3月3日閲覧。